# 정원초등학교
정원초등학교는 대한민국 부산광역시 기장군 정관읍 모전리에 있는 공립 초등학교이다.

## 학교 연혁
- 2014년 3월 1일: 개교
- 2014년 3월 정원초등학교 개교(37학급, 전교생 1,013명)(1일) (정관초등학교와 신정초등학교 학급 축소)

제 1대 최대홍 교장 부임(1일)
- 2014년 4월 학교 조경 및 들꽃 화단 조성(15일)
- 2015년 2월 제 1회 졸업식(졸업생 108명)(17일)
- 2015년 3월 37학급 편성(전교생 1,290명)(1일)

정원윈드오케스트라 창단(단원 60명)(7일)
- 2015년 12월 제 1회 정원윈드오케스트라 창단연주회(16일)
- 2016년 2월 제 2회 졸업식(졸업생 173명, 총 281명)(19일)
- 2016년 3월 37학급 편성(전교생 1,354명)(1일)

## 참고 자료
- 정원초등학교 - 한국교육학술정보원 학교알리미